# Aquilonia (città romana)
Aquilonia, detta anche Aquilonia degl'Irpini, era una città romana tradizionalmente identificata con la moderna Lacedonia. Si trovava nel territorio degli Irpini, una tribù sannitica stanziata nell'Appennino campano fin dall'epoca pre-romana.

## Aquilonia in età repubblicana
Durante tale periodo Aquilonia in Hirpinis era un municipium, cioè una città annessa alla repubblica romana che era governata da persone del posto ma senza diritti politici. I suoi abitanti avevano una certa autonomia amministrativa ma erano costretti a pagare un tributo e fornire soldati ai Romani oltre che usare la stessa moneta usata a Roma.
Dopo il 90 a.C. Aquilonia e le altre città italiche, ottennero la cittadinanza romana e vennero da allora in poi governate da quadrumviri: due amministratori (aedificia potestate) e due giudici (iure dicundo).

## Aquilonia in età augustea
Numerose epigrafi scoperte dal celebre storico Theodor Mommsen ci permettono di scoprire le condizioni di Aquilonia in età augustea.

### Ilmunicipiumdi Aquilonia
Aveva i seguenti organi amministrativi:
- un'assemblea del popolo (comitium)
- un senato (ordo clarissimus)
- 4 magistrati (2 giudici e 2 addetti alle opere pubbliche).

L'epigrafe 6.257 (vedi paragrafo "Opere pubbliche") attesta tra l'altro la presenza ad Aquilonia di un quattuorvir, che aveva il compito di dirigere il servizio di manutenzione delle strade e delle opere pubbliche, era il capo della polizia, si occupava dell'approvvigionamento e di vettogliamento di derrate alimentari, emetteva editti e ordinanze su tutte le materie di sua competenza.
La lapide CIL 6.257 conferma inoltre il contenuto della Lex Iulia coloniae genetivae, una legge che veniva applicata nelle colonie, il che fa supporre che anche Aquilonia fosse una colonia romana, anche se non viene mai detto esplicitamente.
L'epigrafe CIL 6260:
(CIL 6260)
dimostra la presenza, nel municipio di Aquilonia, dei questori. Essi erano ministri delle finanze pubbliche ed erano eletti dai comizi tributi.

### Culto dell'Imperatore Augusto
L'epigrafe CIL 6255:
(CIL 6255)
attesta che a Lacedonia era presente il culto dell'Imperatore Augusto, che venne divinizzato dopo la morte. In suo onore venivano celebrate le Augustaliae (giochi e feste solenni). Ad Aquilonia il culto di Augusto era stato decretato dai decurioni.
Ad Aquilonia erano presenti sei augustali, dei sacerdoti che si occupavano del culto degli imperatori e della dea Iside.

### Opere pubbliche
La presenza di una cisterna pubblica ad Aquilonia è attestata dalla seguente epigrafe:
(CIL 6256)
Ad Aquilonia vi era anche una piscina pubblica, come risulta da questa epigrafe:
(CIL 6257)
Quest'epigrafe attesta tra l'altro la presenza di un edile, Marco Lucceio, che si curava di mantenere l'ordine e di costruire o restaurare le opere pubbliche. Marco Lucceio era un quattuorvir: dirigeva il servizio di manutenzione delle strade e delle opere pubbliche, era il capo della polizia, si occupava dell'approviggiamento e di vettogliamento di derrate alimentari, emetteva editti e ordinanze su tutte le materie di sua competenza. La presenza di questo magistrato indica che Aquilonia, in epoca romana, era un municipium.
Oltre al quattuorvir anche l'ordine dei decurioni si occupava del restauro delle opere pubbliche: infatti dalla CIL 6261 risulta che il bagno pubblico di Aquilonia venne restaurato per decreto dei decurioni.